# Rund um Berlin 1951
Rund um Berlin 1951 war die 45. Austragung des ältesten deutschen Eintagesrennens Rund um Berlin. Es fand am 23. September auf einem im Vergleich zu früheren Jahren deutlich verkürzten Kurs über 175 Kilometer statt.

## Rennverlauf
Der Start erfolgte in jenem Jahr in der damaligen Stalinallee. Das Straßenradrennen stand bis kurz vor dem Start knapp vor einer Absage, da aus technischen Gründen Teile der geplanten Strecke nicht befahrbar waren. Erst wenige Stunden vor dem Start fanden die Organisatoren und die Verkehrspolizei eine befahrbare Route. So führte der Kurs in jenem Jahr von Berlin über Lebus nach Frankfurt an der Oder und zurück. Die Fahrer der C-Klasse und B-Klasse erhielten 6 Minuten beziehungsweise 3 Minuten Vorgaben auf die Spitzenfahrer. Die Vorgaben wurden durch eine starke Verfolgungsarbeit insbesondere von Horst Gaede, Rudi Kirchhof und Werner Gallinge bald aufgeholt. Kirchhof und Gaede versuchten etwa 20 Kilometer vor dem Ziel jeweils allein abzufahren, wurden aber wieder gestellt. Den Endkampf eröffnete Paul Dinter mit einem langen Sprint auf der Stalinallee. 50 Meter vor dem Ziel zog der damals noch unbekannte Gustav-Adolf Schur auf die andere Straßenseite und gewann den Sprint knapp vor Otto Busse und allen weiteren Favoriten.

## Ergebnisse
|     | Fahrer             | Verein                    | Zeit (h) |
| --- | ------------------ | ------------------------- | -------- |
| 01. | Gustav-Adolf Schur | SV Aufbau Magdeburg       | 4:52:15  |
| 02. | Otto Busse         | BSG Stahl Südwest Leipzig | 4:52:15  |
| 03. | Werner Gallinge    | BSG Einheit Berliner Bär  | 4:52:15  |
| 04. | Ronald Maraun      | BSG Einheit Berliner Bär  | 4:52:15  |
| 05. | Rudi Kirchhoff     | SG Semper Berlin          | 4:52:15  |
| 06. | Bernhard Trefflich | BSG Einheit Weimar        | 4:52:15  |
| 0 … |                    |                           |          |